# Ischiodon scutellaris
Ischiodon scutellaris är en tvåvingeart som först beskrevs av Fabricius 1805.  Ischiodon scutellaris ingår i släktet Ischiodon och familjen blomflugor. Inga underarter finns listade i Catalogue of Life.